# Neringa
Neringa (lituano: Neringos savivaldybė) es un municipio lituano perteneciente a la provincia de Klaipėda.
En 2016 tiene 3024 habitantes en una superficie de 90 km². Su nombre deriva del curonio nerija, que significa restinga peninsular.
Su capital es Nida. El municipio incluye también otras pequeñas localidades, como Juodkrantė, Preila y Pervalka. Hasta la reforma territorial de 2000, era conocida como "ciudad de Neringa", pero esto fue modificado debido a que aquí no hay ninguna ciudad, sino un conjunto de zonas rurales que fueron fusionadas en 1961 sin llegar a formar un "municipio-distrito".
El municipio comprende casi toda la parte lituana del istmo de Curlandia junto a la laguna de Curlandia.